# Kunsteisstadion im Sahnpark
Das Kunsteisstadion im Sahnpark ist eine Eissporthalle im sächsischen Crimmitschau und aktuell Heimspielstätte des ETC Crimmitschau aus der DEL2.

## Geschichte
Bereits in den Jahren 1937/38 gab es seitens des Vorstandes des ETC-Vorgängers, EHC Crimmitschau, erste Bestrebungen, im Sahnpark eine Kunsteisbahn mit Zuschauerrängen zu errichten. Doch trotz gesicherter Finanzierung scheiterte dieses Projekt bereits in der Planungsphase am damaligen Crimmitschauer Oberbürgermeister und hatte sich mit Ausbruch des Zweiten Weltkriegs endgültig erledigt.
Erst in der DDR wurde im Zuge der dauerhaften Etablierung einer Oberliga-Mannschaft mit dem Bau eines Kunsteisstadions begonnen. 1963 waren die Bauarbeiten so weit fortgeschritten, dass – noch unter Ausschluss der Öffentlichkeit – die ersten Pflichtspiele des ASK Vorwärts Crimmitschau ausgetragen wurden. Ein Jahr später wurde schließlich das bis zu 10.000 Zuschauer fassende Kunsteisstadion im Sahnpark feierlich eröffnet, welches fortan neben den Begegnungen in der Oberliga auch mehrmals Schauplatz der DDR-Nationalmannschaft war. So wurden bis 1970 insgesamt zehn A-Länderspiele und sieben Junioren- bzw. B-Länderspiele auf dem Eis des Crimmitschauer Kunsteisstadions ausgetragen.
Nach dem verordneten Rückzug des Oberliga-Eishockeys aus Crimmitschau zum Jahresende 1970 wurde das Kunsteisstadion – mittlerweile Heimstätte der BSG Einheit – fortan wiederholt für die Endrunde der DDR-Bestenermittlung genutzt. Ab 1978 war das Stadion schließlich ständiger Austragungsort dieser Amateur-Meisterschaft bis zu deren Einstellung 1990.
Im wiedervereinigten Deutschland erhielt das Crimmitschauer Stadion 1994 ein Dach, um den Vorlagen der Eishockeyspielbetriebsgesellschaft für den Profisport zu entsprechen. Im Laufe der Jahre wurde das Stadion immer wieder renoviert, zuletzt durch die Sanierung der Nordtribüne im Sommer 2005. Durch den Bau am Hang des Sahnparks müssen die Zuschauer vom Nordeingang über Treppenaufgänge auf ihre Plätze gelangen.
Bis 2010 verfügte das Stadion über 6535 Stehplätze, im Rahmen einer weiteren umfassenden Sanierung und der Errichtung eines neuen Kabinentraktes verringerte sich die Kapazität auf 5222 Plätze, davon 121 Sitzplätze, 56 VIP-Plätze sowie zehn Presseplätze.
Am 20. Juni 2008 diskutierte der Crimmitschauer Stadtrat eine Erweiterung des Sportkomplexes. Die Pläne sahen den Anbau eines Seitengebäudes vor, die Zufahrt zum Stadion zu erneuern und das Hauptgebäude zu sanieren. Insgesamt sollen sich die Kosten für den Umbau auf rund drei Millionen Euro belaufen, wovon 80 % von Fördergeldern finanziert werden sollen.
Das Stadion war, neben der Eissporthalle in Dresden, Austragungsort der Eishockey-Weltmeisterschaft der U18-Junioren 2011. Dabei fanden im Stadion die 10 Vorrundenspiele der Gruppe A sowie die komplette Finalrunde des Turniers statt. Das Eisstadion in Crimmitschau war bisher (Stand: 2022) dreimal Schauplatz eines Spiels der deutschen Eishockeynationalmannschaft: am 19. April 2008 gegen Belarus, am 16. April 2010 gegen Norwegen und am 11. April 2014 gegen Frankreich.

## Geographie

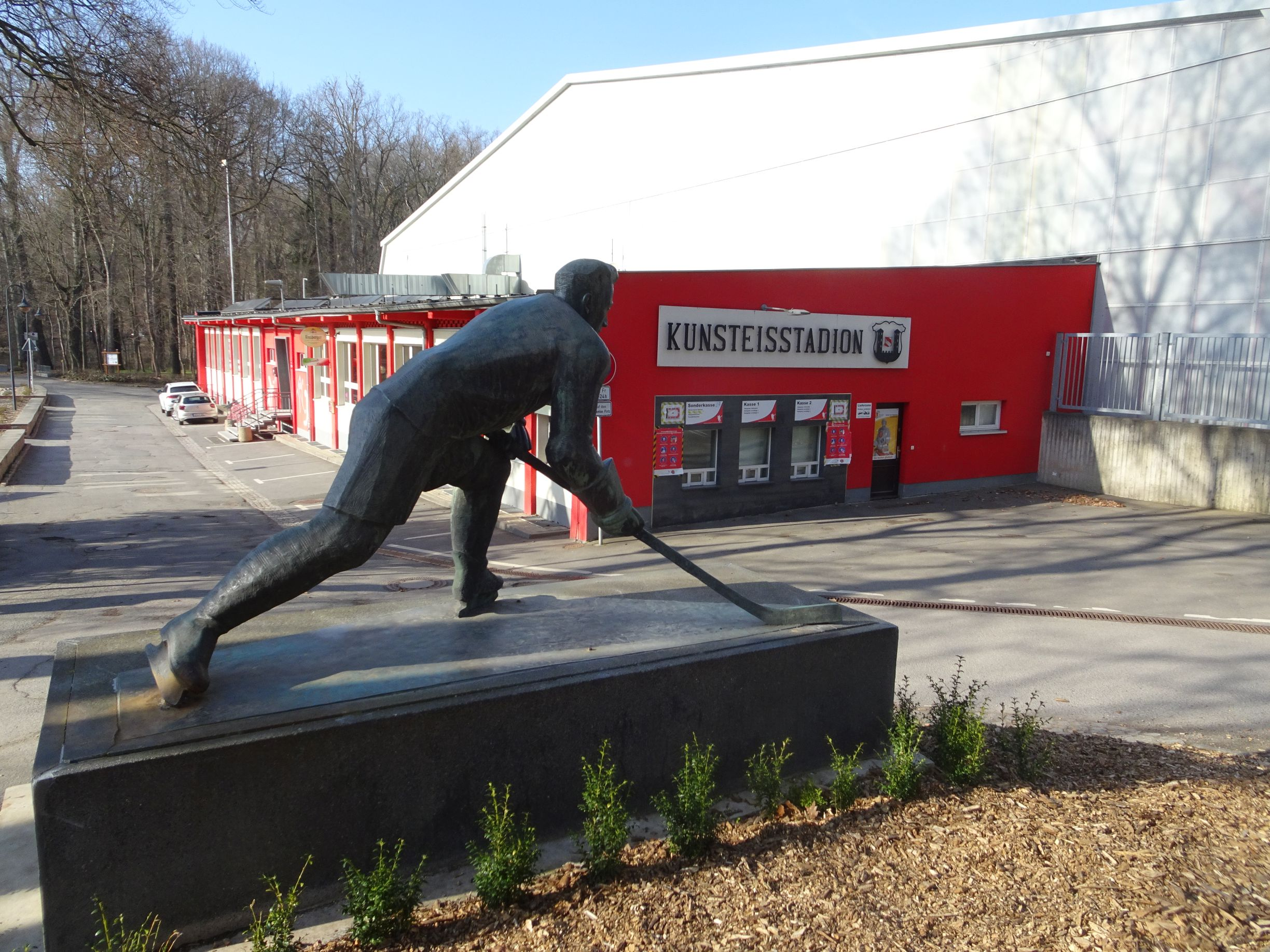
Kunsteisstadion

### Geographische Lage
Das Kunsteisstadion im Sahnpark liegt am nordwestlichen Stadtrand von Crimmitschau, inmitten der Parkanlage unweit der „Waldstraße“.

### Verkehrsanbindung
Das Eisstadion ist mit motorisierten Fahrzeugen von der A 4 (Abfahrt Crimmitschau) kommend zu erreichen. Von der Leipziger Straße biegt man rechts in die Waldstraße ab, wo sich nach etwa 500 Metern einige Parkplätze befinden. Ein weiterer Großraumparkplatz befindet sich auf der Verlängerung Waldstraße – Zeitzer Straße – bei der in ausreichender Anzahl Parkmöglichkeiten geschaffen worden sind.
Die Eishalle kann auch per ÖPNV angesteuert werden, eine Bushaltestelle befindet sich in unmittelbarer Nähe.

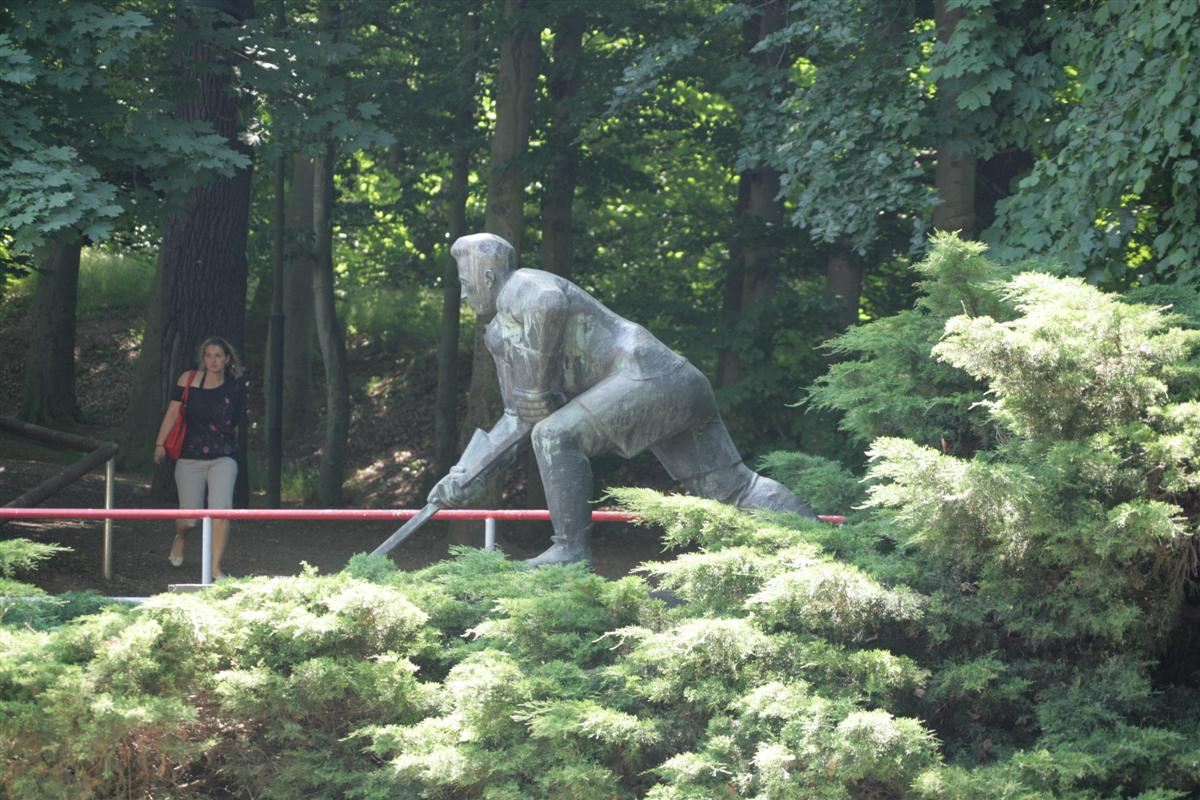
Der Vorreiter des Eishockeysport in der Leipziger Region, Horst Kutter, als Bronzeplastik vor dem Eingang des Kunsteisstadions im Sahnpark.

## Nutzung
Die Eisfläche wird täglich von 7 bis 23 Uhr von der Profimannschaft, Jugendmannschaften, der Damenmannschaft, diversen Hobbyteams und zum öffentlichen Eislauf genutzt. Nach jeder Nutzung wird die Eisfläche 30 Minuten für die Aufbereitung gesperrt. Zusätzlich dazu kommen täglich drei Einheiten, zu denen die Fläche für eineinhalb Stunden für die Aufbereitung gesperrt ist. Die theoretische Auslastung der Fläche liegt höher, als es der praktische Zeitplan zulässt, was z. B. Jugendmannschaften dazu bringt in einer der Partnerstädte zu trainieren. Die Anschaffung einer zweiten Eisfläche ist derzeit finanziell nicht realisierbar.
Weitere Nutzungen des Eisstadions sind diverse Veranstaltungen und Konzerte.